# Lepidozona baxteri
Lepidozona baxteri är en blötdjursart som beskrevs av Clark 2000. Lepidozona baxteri ingår i släktet Lepidozona och familjen Ischnochitonidae. Inga underarter finns listade i Catalogue of Life.